# Ion Pop
Ion Pop (* 1. Juli 1941 in Nagynyíres, Ungarn (heute Mireșu Mare, Kreis Maramureș, Rumänien)) ist ein rumänischer Literaturkritiker, Lyriker und als Universitätsprofessor ein Spezialist für die Rumänische Avantgarde.

## Biographie
Nach dem Studium an der Babeș-Bolyai-Universität in Cluj-Napoca beginnt seine akademische Karriere, indem er dort Assistent an der Fakultät für Sprache und Rumänische Literatur wird. Im Jahr 1968 gründet er zusammen mit Eugen Uricaru, Marian Papahagi und Ion Vartic die literarische Zeitschrift Echinox, wo er zeitweilig auch Chefredakteur ist.
Nach der rumänischen Revolution von 1989 wird er der Direktor des rumänischen kulturellen Zentrums von Paris (1990–1993). Zwischen 1993 und 2000 ist er der Leiter seiner Fakultät an der Universität von Cluj-Napoca. Seine akademischen Studien zur rumänischen Avantgarde sind auch teilweise ins Deutsche übersetzt und in Fachzeitschriften zu finden.

## Veröffentlichungen

### Lyrik
- Propunere pentru o fântânã, (1966).
- Biata mea cumințenie (1969).
- Gramaticã târzie (1977).
- Soarele și uitarea (1985).
- Amânarea generalã (1990).

### Akademische Schriften (Auswahl)
- Avangardismul poetic românesc (1969).
- Poezia unei generații (1973).
- Transcrieri (1976).
- Nichita Stănescu. Spațiul și mãștile poeziei (1980).
- Lucian Blaga, universul liric (1981).
- Lecturi fragmentare (1983).
- Jocul poeziei (1985).
- Avangarda în literatura românã (1990).
- A scrie și a fi. Ilarie Voronca și metamorfozele poeziei (1993).
- Recapitulãri (1995).
- Pagini transparente (1997).
- Ore franceze, Ajournement general (1994).
- Gellu Naum. Poezia contra literaturii (2001).

### Übersetzungen ins Rumänische
- Georges Poulet, Conștiința critică (1979).
- Jean Starobinski, 1798, emblemele rațiunii (1990).

## Auszeichnungen
- Preis des Rumänischen Schriftstellerverbandes 1973, 1979, 1985, 2001
- Preis der Rumänischen Akademie 1985

| Personendaten    | Personendaten         |
| ---------------- | --------------------- |
| NAME             | Pop, Ion              |
| KURZBESCHREIBUNG | rumänischer Lyriker   |
| GEBURTSDATUM     | 1. Juli 1941          |
| GEBURTSORT       | Mireșu Mare, Rumänien |